# Jeg er din
Jeg er din er en dansk animationsfilm fra 2014, der er instrueret af Claudia Bille Stræde efter manuskript af hende selv og Emil Nygaard Albertsen.

## Handling
Vilhelm, en svensk officer og en gift mand, får øjnene op for kærlighedens bittersøde smag da han forelsker sig i den smukke danske linedanserinde Cornelia. Han beslutter at forlade titel og kone for at kaste sig ud i eventyret med den unge cirkusprinsesse. Men kan kærligheden blomstre på fordærvede vilkår?